# Lamentations
Lamentations, Live at Shepherd's Bush Empire 2003 è la prima registrazione ufficiale effettuata dal vivo degli Opeth, pubblicata in DVD dalla Music for Nations nel 2004.

## Il disco
Il concerto consta delle tracce registrate nella serata al Shepherd's Bush Empire di Londra del tour del 2003. Nel primo set gli Opeth hanno suonato l'intero Damnation (di cui hanno anche proposto una versione riarrangiata di Closure) e un brano da Blackwater Park, la melodica Harvest. Il secondo set è stato dedicato alle canzoni più heavy della band che ha suonato pezzi dagli album Deliverance e Blackwater Park.
Significativo è il fatto che siano presenti tracce solo dagli ultimi 3 album della band, gli unici prodotti dalla Music for Nations. Evidentemente la casa produttrice ha imposto che fossero registrati solo brani di cui era già proprietaria dei diritti discografici.
Durante il concerto (come del resto in tutto il tour) gli Opeth sono stati supportati dal tastierista Per Wiberg che dal successivo album (Ghost Reveries) è diventato membro ufficiale del gruppo.
Il documentario, intitolato The Making of Deliverance and Damnation, comprende delle riprese fatte durante la registrazione e produzione di Deliverance e Damnation (che furono registrati contemporaneamente) e le interviste ai membri del gruppo nonché al produttore Steven Wilson.

## Tracce
1. Intro – 1:25
2. Windowpane – 9:15 (Damnation)
3. In My Time of Need – 6:37 (Damnation)
4. Death Whispered a Lullaby – 7:11 (Damnation)
5. Closure – 9:45 (Damnation)
6. Hope Leaves – 6:11 (Damnation)
7. To Rid the Disease – 7:11 (Damnation)
8. Ending Credits – 4:22 (Damnation)
9. Harvest – 6:15 (Blackwater Park)
10. Weakness – 6:05 (Damnation)
11. Master's Apprentices – 10:34 (Deliverance)
12. The Drapery Falls – 10:56 (Blackwater Park)
13. Deliverance – 12:38 (Deliverance)
14. The Leper Affinity – 11:01 (Blackwater Park)
15. A Fair Judgment  – 13:51 (Deliverance)

- Il documentario The Making of Deliverance and Damnation

## Formazione
Opeth
- Mikael Åkerfeldt – voce, chitarra
- Peter Lindgren – chitarra
- Martin Mendez – basso
- Martin Lopez – batteria, percussioni

Altri musicisti
- Per Wiberg – tastiera, voce secondaria